# Rhomboda moulmeinensis
Rhomboda moulmeinensis är en orkidéart som först beskrevs av C.S.P.Parish och Heinrich Gustav Reichenbach, och fick sitt nu gällande namn av Paul Ormerod. Rhomboda moulmeinensis ingår i släktet Rhomboda och familjen orkidéer. Inga underarter finns listade i Catalogue of Life.